# Oleg Nejlik
Oleg Nejlik, född 24 augusti 1984 i Moskva, är en svensk-rysk sångare och låtskrivare.
Oleg Nejlik blev först känd genom TV-programmet Idol 2011 där han åkte ut i slutaudition. Hans egenkomponerade låt Elektropop som han framförde framför Idol-juryn släpptes som digital nedladdning den 4 september 2011. Den 26 oktober 2011 släpptes hans första CD-skiva En liten cola tack.
Oleg Nejlik har också en roll i filmen Hundraettåringen som smet från notan och försvann där han spelar sångare i balalajkabandet som framför låten "Balla Balla Rocking Balalajka".